# هيديو فوجيموتو (مصارع رياضي)
هيديو فوجيموتو (باليابانية: 藤本英男؛ بالكانا: ふじもと ひでお) هو مصارع رياضي ياباني، ولد في 24 يونيو 1944 في توكوشيما في اليابان.

## وصلات خارجية
- هيديو فوجيموتو على موقع قاعدة بيانات المصارعة الدولية (الإنجليزية)
- هيديو فوجيموتو على موقع أوليمبيديا (الإنجليزية)